# Cnephasia bizensis
Cnephasia bizensis es una especie de polilla perteneciente al género Cnephasia, categorizada en la tribu Cnephasiini, de la subfamilia Tortricinae.

## Distribución
Se distribuye por Francia.

## Taxonomía
Fue descrita por Ral en 1953 y publicada por primera vez en (Cnephasia (Brachycnephasia pumicana ssp.), Bull. Mens. Soc. Linn. Lyon 22: 58.